# Estación de Clapham Junction
La estación de Clapham Junction es la principal estación ferroviaria y nudo de transporte del suroeste de Battersea, en Wandsworth, Londres, Inglaterra, Reino Unido.
A pesar de su nombre, se encuentra a 1,5 km de Clapham.
Por Clapham Junction discurren la mayoría de las líneas en dirección a las dos principales estaciones del sur de Londres, Waterloo y Victoria, lo que hace que esta estación sea una de las terminales más transitadas de Europa por número de trenes. La estación es también la más frecuentada en número de intercambios de servicios de todo el Reino Unido.